# Stannard (Vermont)
Stannard es un pueblo ubicado en el condado de Caledonia en el estado estadounidense de Vermont. En el año 2010 tenía una población de 216 habitantes y una densidad poblacional de 6,65 personas por km².

## Geografía
Stannard se encuentra ubicado en las coordenadas 44°32′42″N 72°13′13″O / 44.54500, -72.22028.

## Demografía
Según la Oficina del Censo en 2000 los ingresos medios por hogar en la localidad eran de $36,250 y los ingresos medios por familia eran $35,625. Los hombres tenían unos ingresos medios de $31,250 frente a los $22,750 para las mujeres. La renta per cápita para la localidad era de $15,196. Alrededor del 18.8% de la población estaban por debajo del umbral de pobreza.